# Janówka (powiat bełchatowski)
Janówka – wieś sołecka w Polsce położona w województwie łódzkim, w powiecie bełchatowskim, w gminie Szczerców. Parafia św. Michała w Chabielicach.
Janówka jest wsią o zwartej zabudowie, domy w większości ulokowane są po jednej stronie drogi, część po zachodniej, część po wschodniej. Od południa miejscowość graniczy z dużym kompleksem leśnym, od północy z łąkami i przepływającą tam Strugą Aleksandrowską dopływem Widawki. Ta niewielka rzeczka, kiedyś strumień, zasilana jest obecnie przez czyste i zimne wody głębinowe z odwodnienia KWB Bełchatów, zaliczana jest przez wędkarzy do krainy pstrąga i lipienia.

## Historia

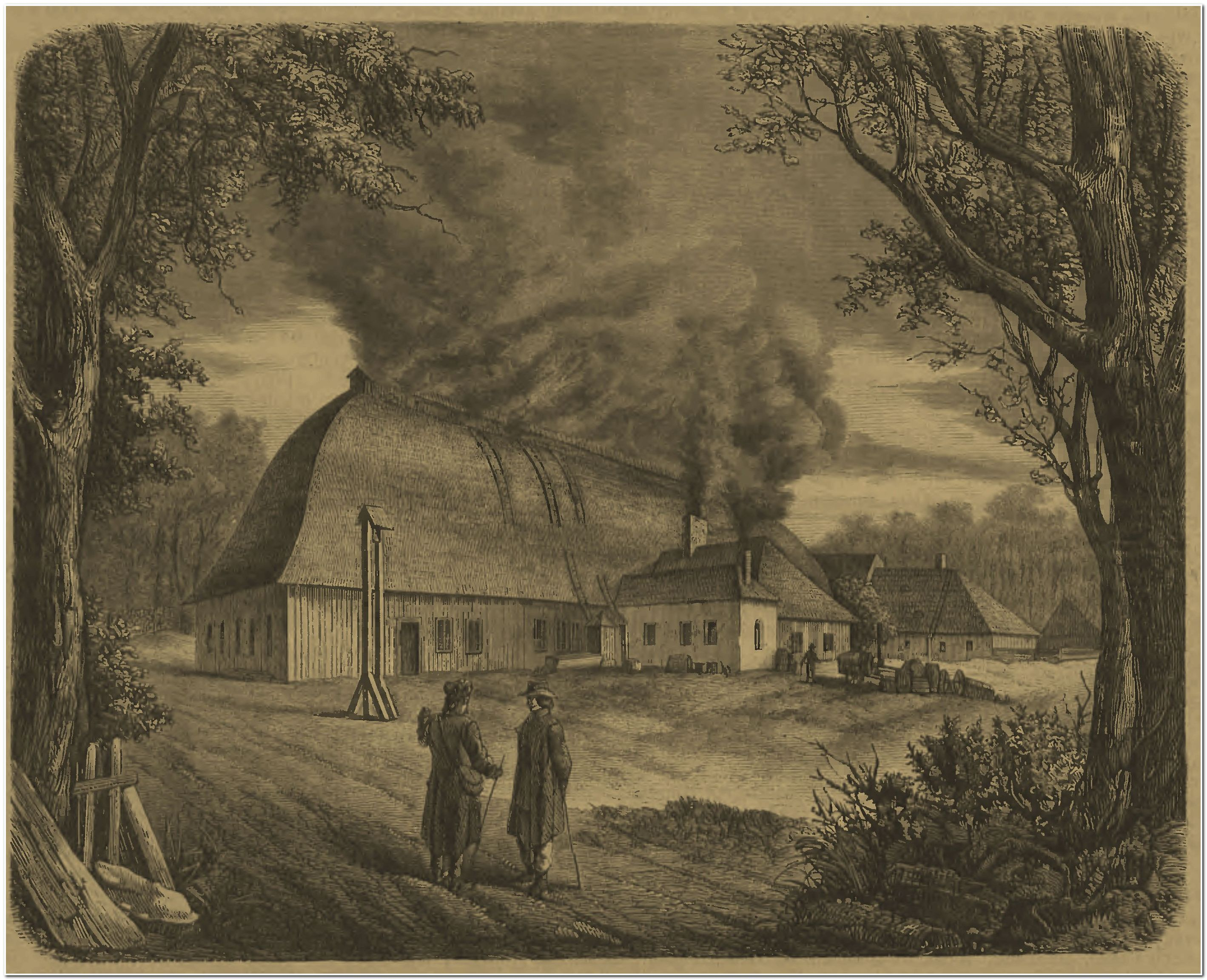
Huta szkła rycina z Tygodnika Ilustrowanego z 1868 roku.

Podczas badań archeologicznych przeprowadzonych na terenie Janówki odkryto punkt osadniczy z okresu wczesnego średniowiecza i ślady osady z okresu nowożytnego.
W latach 40. XIX wieku z dóbr Osiny wydzielono i rozparcelowano dużą część gruntów rolnych. Działki te wydzierżawiono bądź sprzedano okolicznym chłopom. W krótkim czasie powstała sporej wielkości kolonia. Miejscowość nosiła nazwę Huby Osińskie.
Zagrody budowane były wzdłuż dwóch dróg rozdzielonych pasem pól i pastwisk o szerokości około 1 km. W latach 50. XIX wieku są to już dwa oddzielne organizmy wiejskie, dwie kolonie, położona bliżej Osin Janówka i Tatar.
W 1874 we wsi było 48 zagród i zajmowała 472 morgi obszaru. Janówka należała do parafii i gminy Chabielice w powiecie piotrkowskim, w guberni piotrkowskiej.
Przy Janówce istniała huta szklana produkująca butelki i szkło zwyczajne o rocznej wartości 9760 rubli srebrnych. Fabrykantami szkła byli m.in.: Artowicz, Nachtman i Talma. Mimo że do czasów współczesnych nie zachowały się żadne ślady po budynkach huty, mieszkańcy tę część wsi, w której była ona położona, nazywają Huta.
Po I wojnie światowej, w II Rzeczypospolitej terytorialnie wieś należała do gminy Chabielice w powiecie piotrkowskim, w województwie łódzkim. Podlegała pod sąd pokoju w Bełchatowie i sąd okręgowy w Piotrkowie Trybunalskim.
W PRL wieś o charakterze rolniczym z 3-oddziałową szkołą podstawową, z prężnie działającym kółkiem rolniczym, zlewnią mleka. Ochotnicza straż pożarna w Janówce miała pierwszą w regionie murowaną remizę strażacką (z okresu II wojny). W latach 1975–1998 miejscowość należała administracyjnie do województwa piotrkowskiego.

## Informacje ogólne

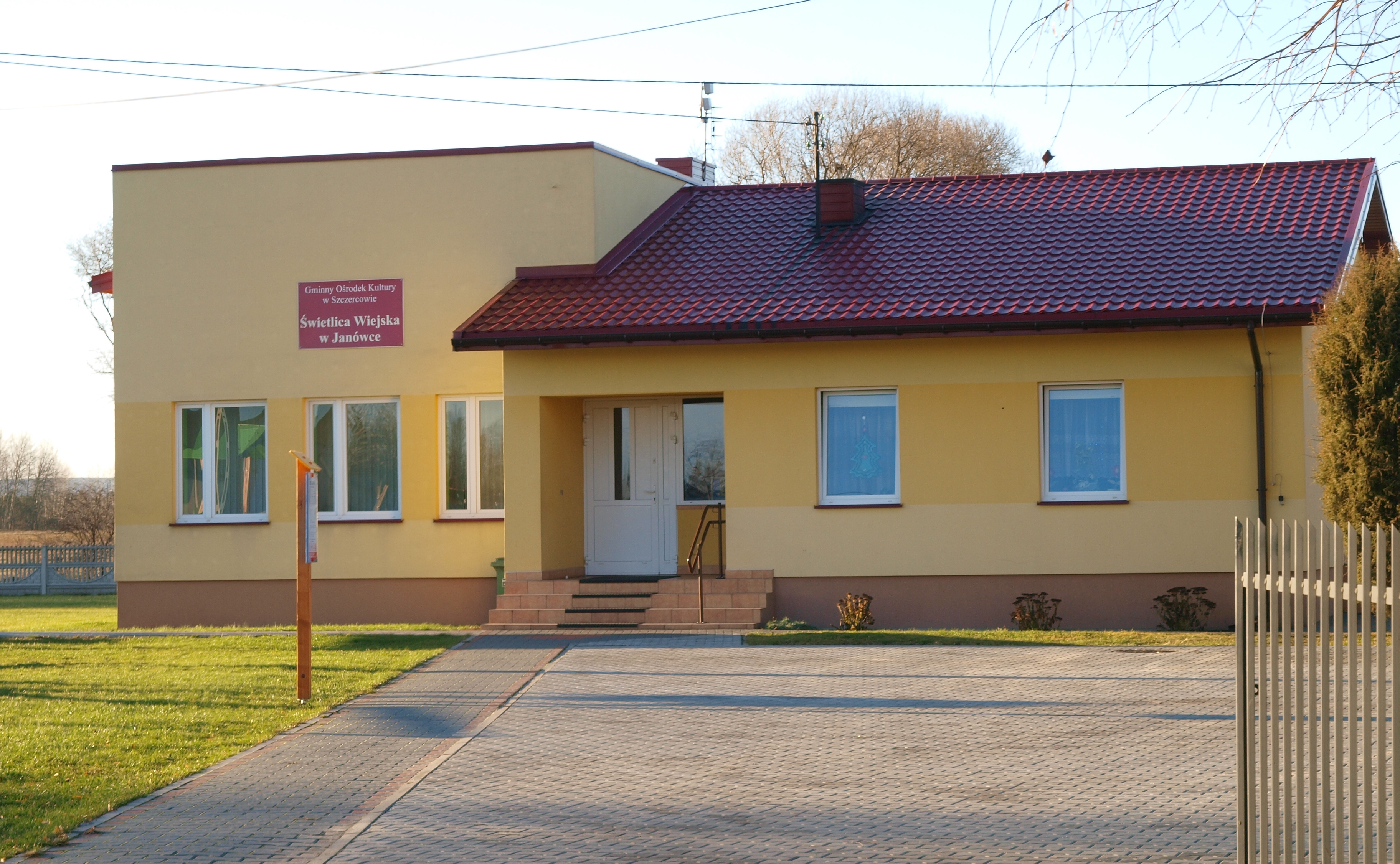
Świetlica w dawnej szkole

Wybudowanie kompleksu energetycznego Bełchatów zmieniło wieś, zatrzymało migracje ludności do dużych ośrodków przemysłowych. Obecnie dla większości mieszkańców głównym źródłem utrzymania jest praca poza rolnictwem, przeważnie w KWB Bełchatów i elektrowni Bełchatów. W Janówce znajdują się dwa niewielkie tartaki i elektrownia wiatrowa z 1 wiatrakiem. We wsi budowane są nowe domy. Droga ma nową asfaltową nawierzchnię. W wyremontowanym budynku dawnej szkoły znajduje się świetlica wiejska oraz mieszkania komunalne.